# Brice Dja Djédjé
Brice Dja Djédjé (Aboudé, 23 december 1990) is een Ivoriaans voetballer die als middenvelder speelt. Hij komt uit voor het Turkse Samsunspor. Dja Djédjé debuteerde in 2013 in het Ivoriaans voetbalelftal.
Zijn oudere broer Frank is eveneens profvoetballer.

## Clubcarrière
Dja Djédjé speelde acht seizoenen in de jeugd bij Paris Saint-Germain. Daarvoor speelde hij bij Montrouge en Issy-les-Moulineaux. Hij maakte in 2010 zijn profdebuut in het eerste elftal van Évian Thonon Gaillard, waarmee hij dat jaar kampioen werd in de Ligue 2. Hij tekende in juli 2016 een contract tot medio 2020 bij Watford, dat circa €4.800.000,- voor hem betaalde aan Olympique Marseille.

## Interlandcarrière
Dja Djédjé debuteerde op 7 september 2013 in het Ivoriaans voetbalelftal, in een WK-kwalificatiewedstrijd tegen Marokko. Hij speelde de volledige wedstrijd, die in 1-1 eindigde.

## Erelijst
| Kampioen Ligue 2 | 1x | 2010/11 |